# Josphat Bett Kipkoech
Josphat Bett Kipkoech (* 12. Juni 1990) ist ein kenianischer Langstreckenläufer.
2008 siegte er bei den Leichtathletik-Juniorenweltmeisterschaften in Bydgoszcz über 10.000 m.
2011 wurde er Zweiter bei den Grand 10 Berlin. Im Jahr darauf wurde er jeweils Vierter beim Prag-Halbmarathon und beim Halbmarathonbewerb des Wachau-Marathons sowie Sechster beim Valencia-Halbmarathon.
2014 gewann er bei den Commonwealth Games in Glasgow Silber über 10.000 m, wurde Vierter beim Dam tot Damloop und Dritter beim  Mau Peace Half Marathon.

## Persönliche Bestzeiten
- 3000 m: 7:42,38 min, 15. Juli 2009, Lüttich
- 5000 m: 12:57,43 min, 4. September 2009, Brüssel
- 10.000 m: 26:48,99 min, 3. Juni 2011, Eugene
- 10-km-Straßenlauf: 27:45 min, 9. Oktober 2011, Berlin
- Halbmarathon: 1:01:01 h, 31. März 2012, Prag